# Sopa azteca

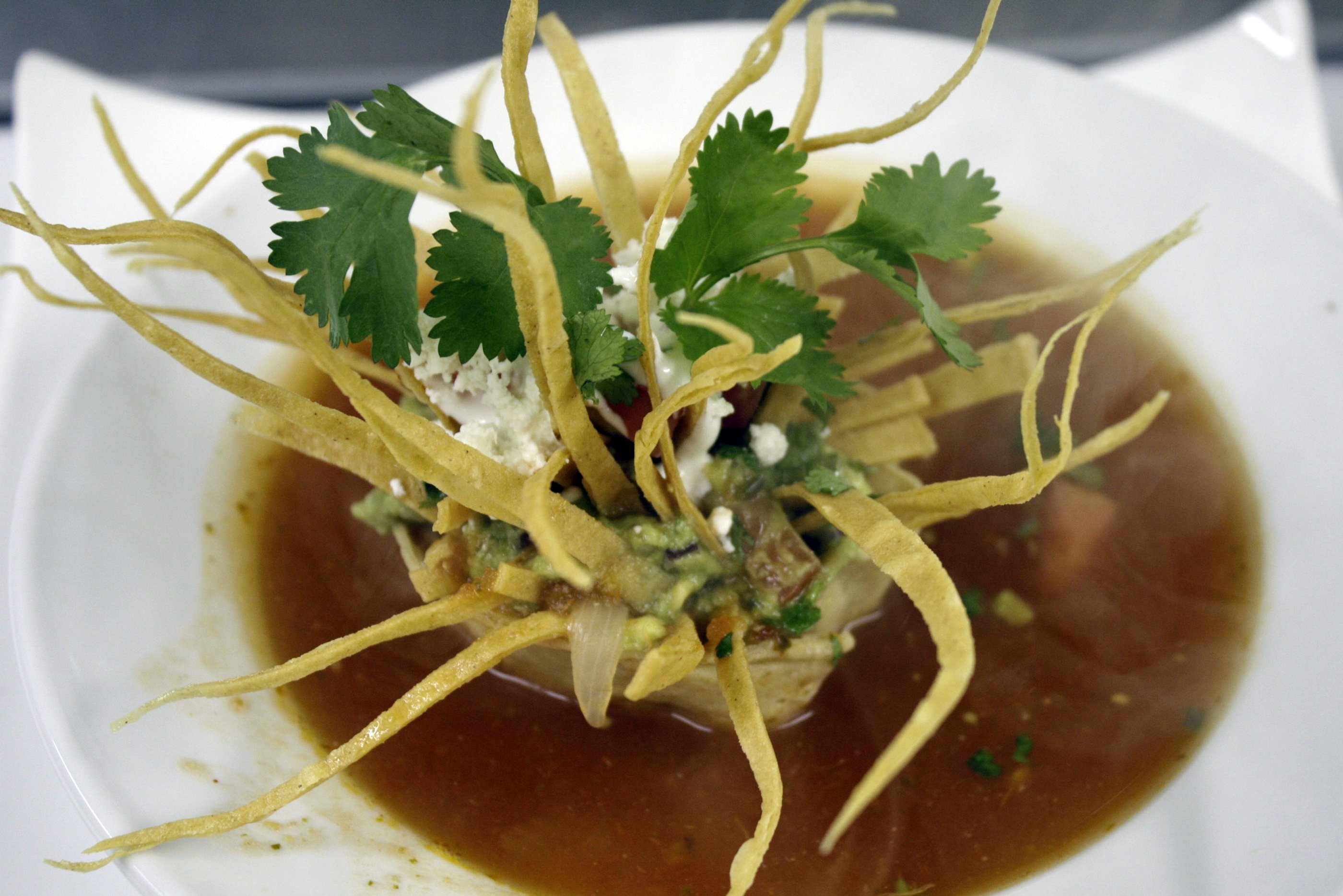
Sopa azteca

Sopa azteca – tradycyjne danie w kuchni meksykańskiej; zupa pomidorowa z kawałkami smażonej tortilli, awokado, serem i chili.